# Dieselgenerátorová stanice
Dieselgenerátorová stanice (DGS) je zařízení, jehož základem je vznětový motor s elektrickým generátorem, nejčastěji alternátorem. Je součástí jaderných elektráren (JE), ale i jiných technologických celků, kde je nezbytné zajistit napájení při výpadku elektrické rozvodné sítě. DGS vyrábí elektrickou energii primárně pro bezpečnostní systémy JE při ztrátě vlastního a vnějšího napájení. Základní princip výroby elektřiny je shodný s motorgenerátorem se spalovacím motorem.

## Popis

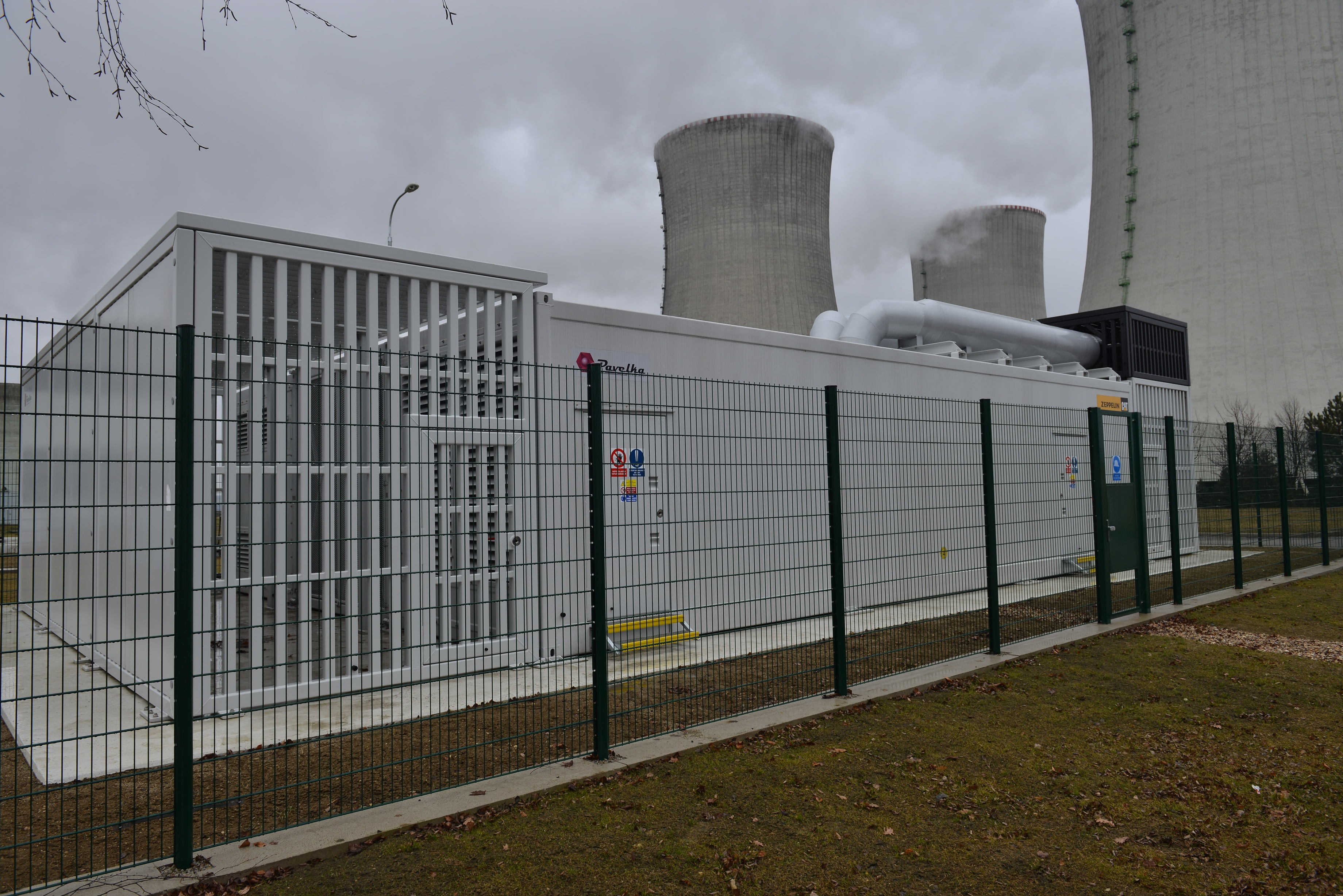
SBO (Station Blackout) DGS

Výkon těchto DGS jsou obvykle jednotky MWe, což je dáno nutným příkonem pro spotřebiče. Tomu odpovídají i rozměry DG, které jsou srovnatelné s lodními, nebo vlakovými motory. Vzhledem k rozměrům a k nutnosti ochrany jsou DG umístěné obvykle v samostatných stavebních objektech, nebo v modulárních kontejnerech. Palivem je nafta, která je umístěna jak v centrálním palivovém skladu, tak i v menších zásobnících u jednotlivých DGS.
Start motorů je zajištěn pomocí stlačeného vzduchu, který roztočí motor na požadované otáčky a následně se palivo samovolně vznítí. Stlačený vzduch je v dostatečné kapacitě připraven v zásobnících vzduchu.
Další součástí DGS je olejový systém zajišťující mazaní a chlazení ložisek. Sání motoru je zajištěno v dostatečné výšce nad okolním terénem. Následně je vzduch přefiltrován, poté stlačen a nakonec ochlazen s ohledem na účinnost motoru. Přebytečné teplo z motoru je odváděno pomocí chladicího systému. Ten je v případě systémové DGS ochlazován technickou vodou důležitou (TVD).

## Požadavky na provoz
S ohledem na požadavky provozu jsou DGS periodicky zkoušeny a promazávány. Například v elektrárně Temelín jsou prováděny tyto zkoušky chodu DG: „Nejdůležitější DG jsou testovány minimálně dvakrát měsíčně. Jednou za dva týdny se zkouší start a několikaminutový provoz bez výroby elektřiny. Jednou za 3 měsíce vyrábí DG elektřinu pouze pro systémy uvnitř elektrárny a jednou za rok putuje proud do přenosové soustavy.“

## Typy DGS

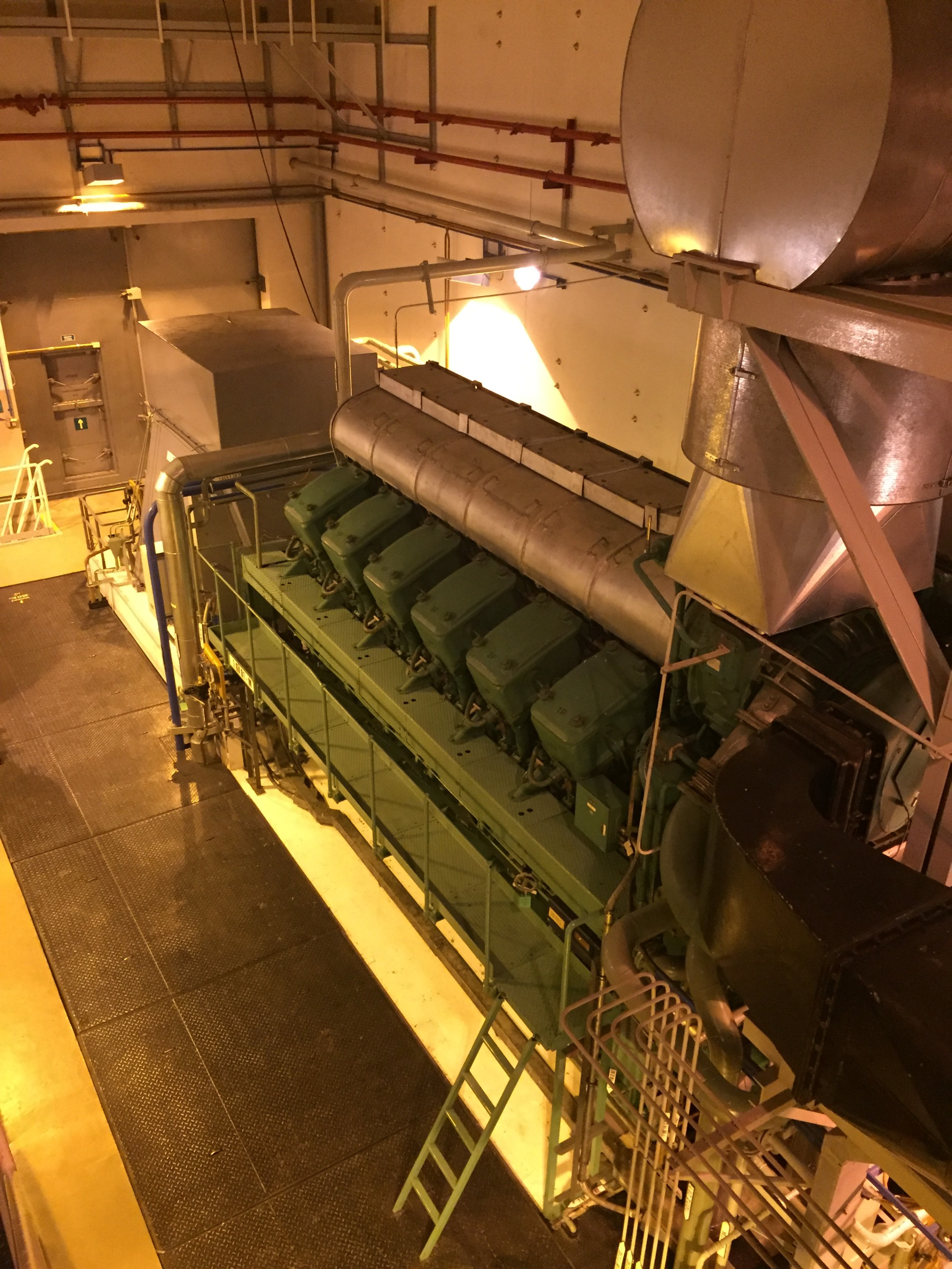
Systémový DG

Systémová DGS je autonomní (havarijní) zdroj elektrické energie pro napájení spotřebičů důležitých z hlediska jaderné bezpečnosti. Jedná se především o Systém havarijního chlazení aktivní zóny (SAOZ / HSCHZ) a oběh TVD. Stanice jsou součástí bezpečnostních systémů bloku. Tyto systémy jsou realizovány s 200% rezervou a zajišťují v havarijních situacích spojených se ztrátou elektronapájení bezpečné odstavení a dochlazení reaktoru. Objekty, ve kterých jsou DG umístěny rovněž jako důležité podpůrné systémy DGS, jsou seismicky odolné. Aby nebyly všechny DGS vyřazeny ze společné příčiny, nejsou všechny objekty v jedné části elektrárny. Ke každému výrobnímu bloku patří tři blokové DGS se zásobními nádržemi nafty. Všechny systémové DG se startují automaticky při ztrátě napájení rozvodny 6 kV. DG musejí být schopny do 10 sekund od převzetí signálu nastartovat. Za tímto účelem jsou motory konstantně předehřívány a jsou tedy udržovány ve stavu tzv. horké rezervy.

### Související články

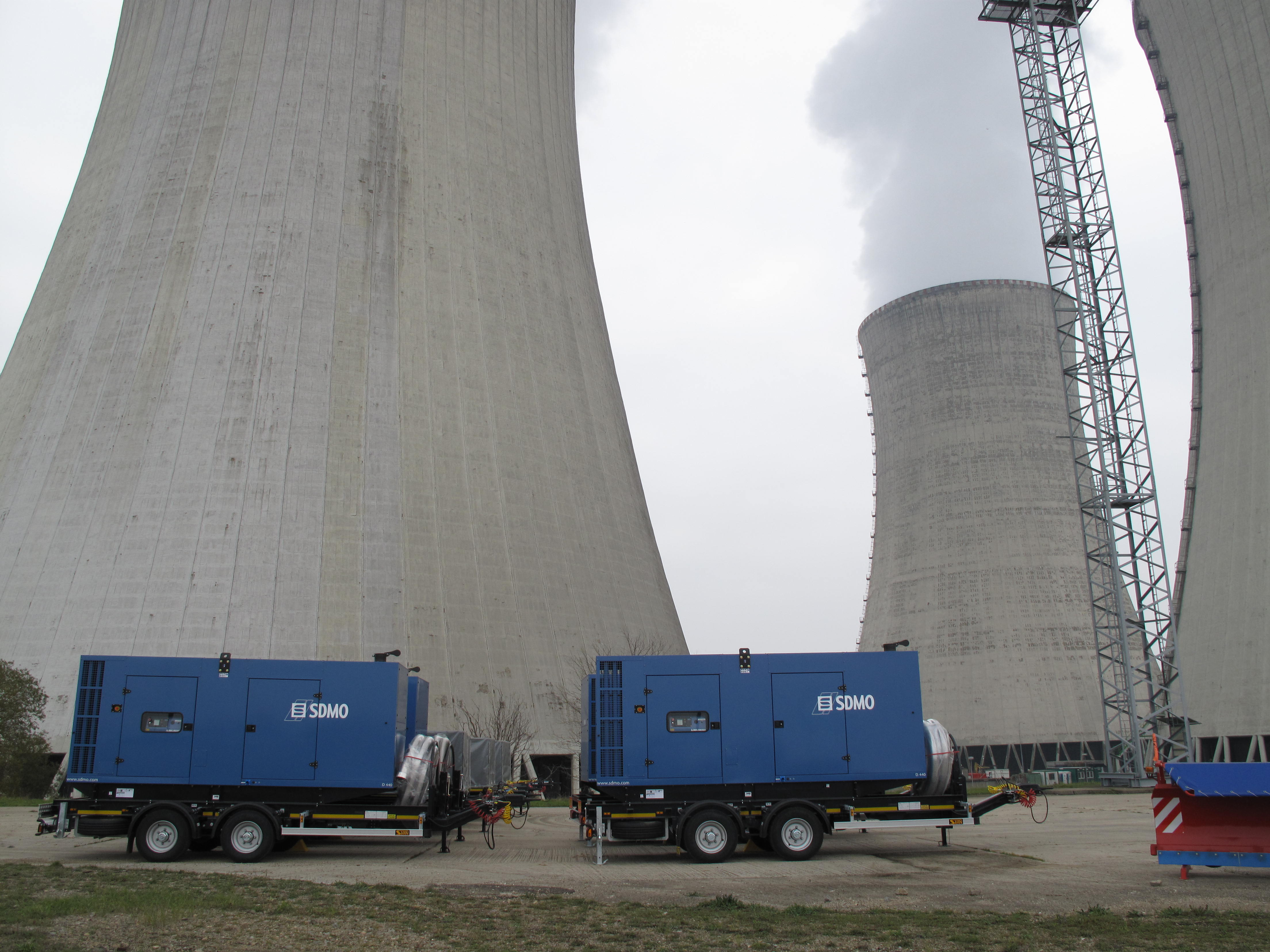
Mobilní DG
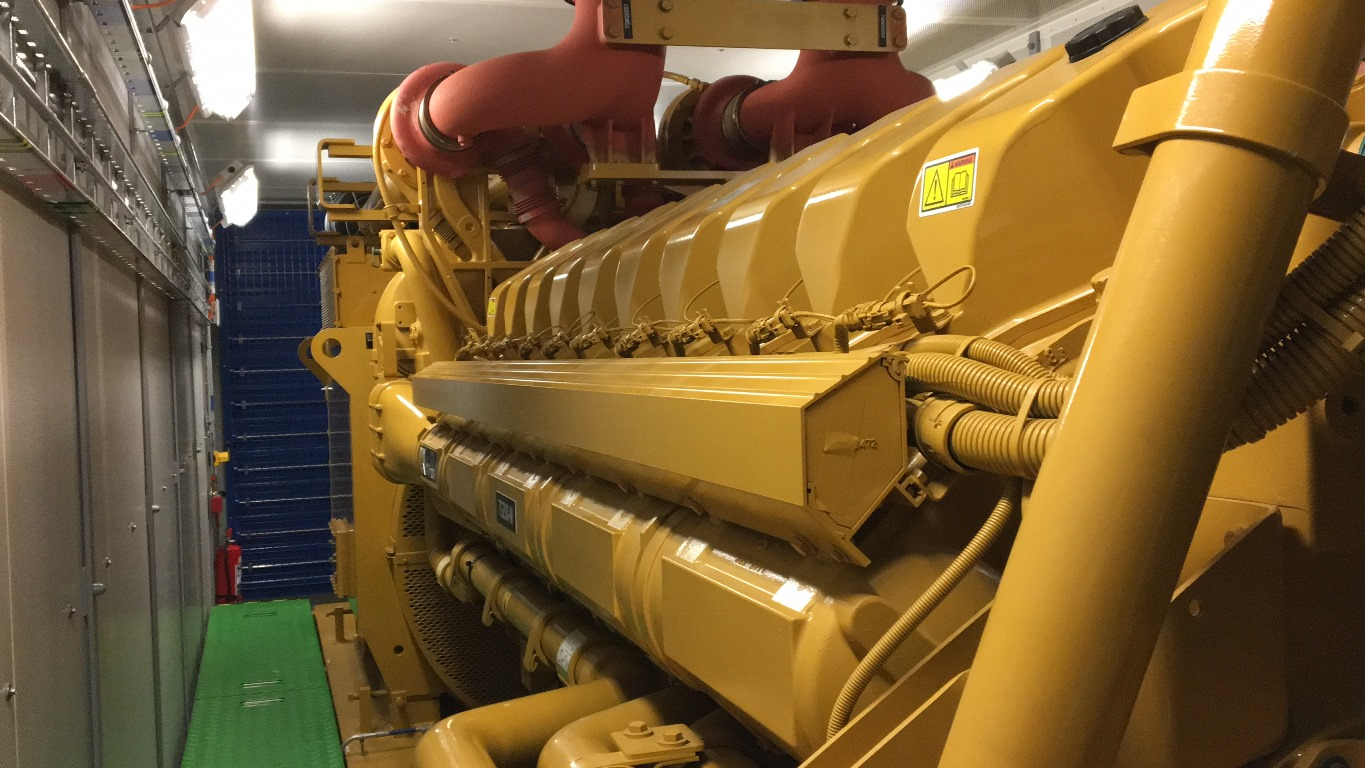
Záložní DG
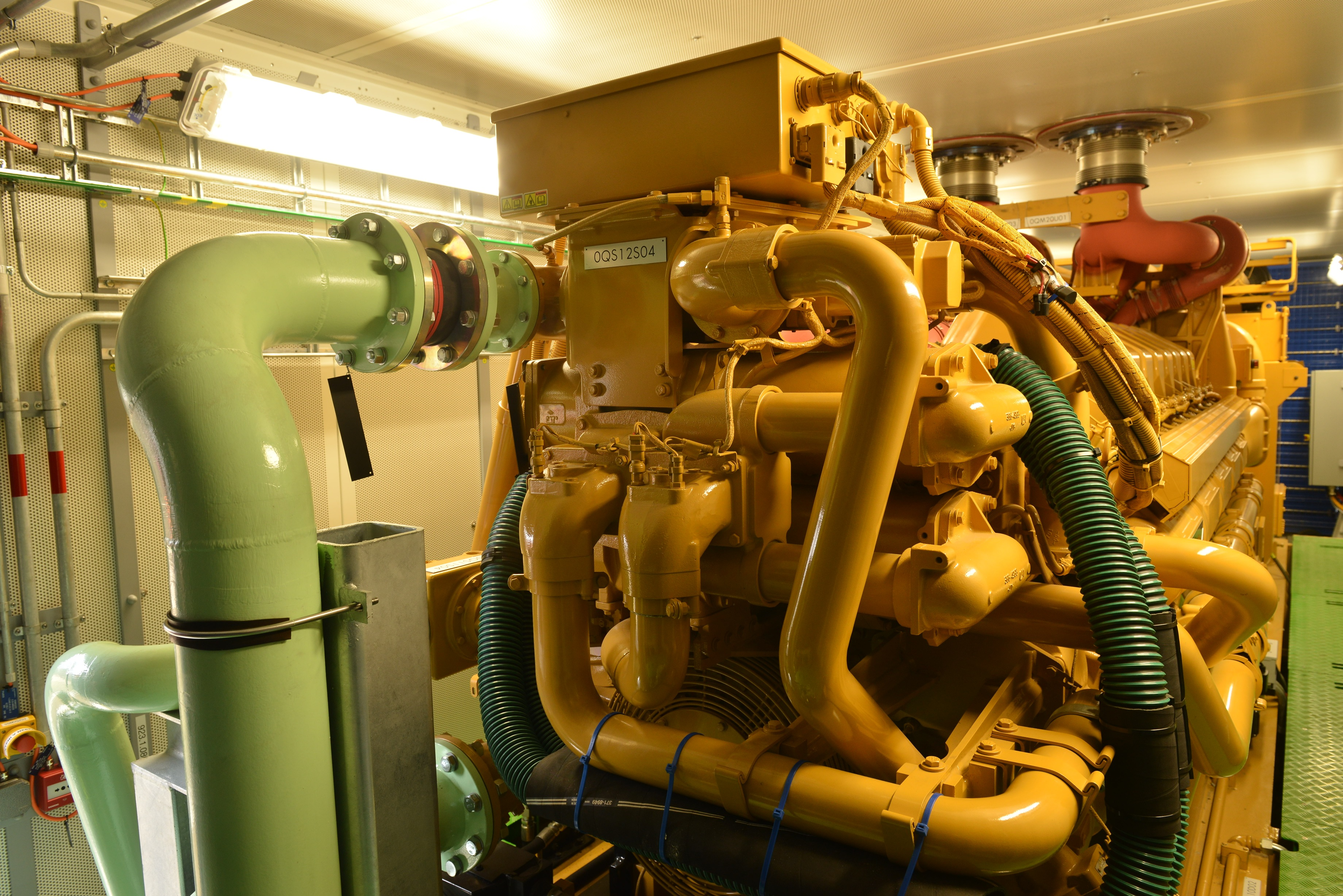
Záložní DG 2